# Розалівка (Роздільнянський район)
Роза́лівка (у минулому — Орлаївка, Велике Філодорове) — село в Україні, у Степанівській сільській громаді Роздільнянського району Одеської області. Населення становить 441 особа. Орган місцевого самоврядування — Яковлівська сільська рада. Відстань до райцентру становить понад 11 км і проходить автошляхом Т 1618.
У селі розташований пункт пропуску через молдавсько-український кордон Розалівка-Фрунзе (Нове).
В селі досі діє найстаріший в Роздільнянському районі православний храм Рівноапостольних Костянтина і Олени (у минулому — Царе-Костянтинівська церква) (УПЦ МП), який був збудований у 1797 році.

## Історія

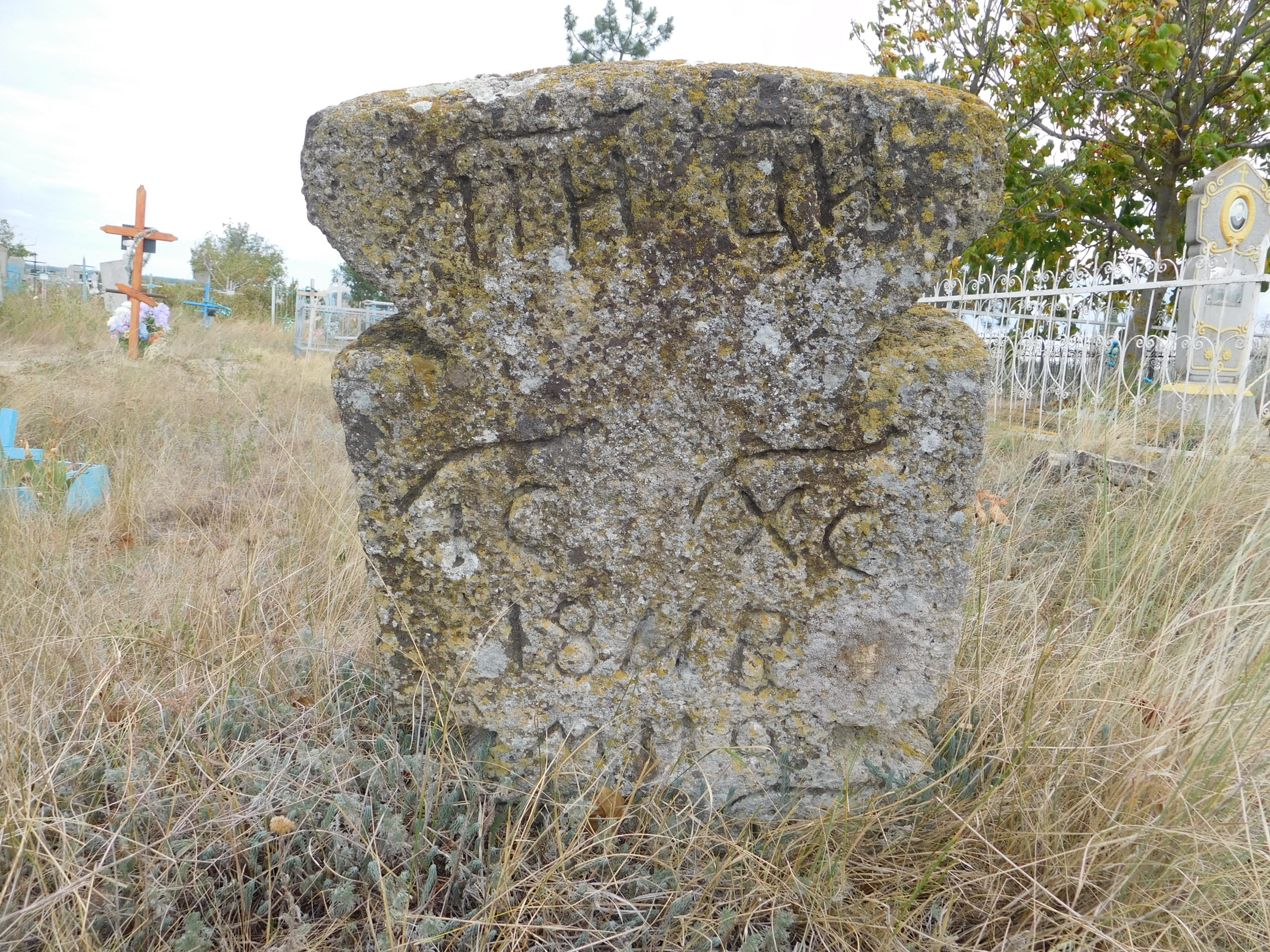
Кам'яний хрест на похованні 1848 р. на сільському цвинтарі

У 1856 році в поселені Розаліївка генерал-майора Орлая було 14 дворів.
В 1859 році у власницькому містечку Розалівка (Орлаїво) 1-го стану (станова квартира — містечко Понятівка) Тираспольського повіту Херсонської губернії, було 19 дворів, в яких мешкало 46 чоловік і 40 жінок. У населеному пункті була православна церква і влаштовувались базари.
В 1865 році у власницькому містечку Розаліївка або Орлаїве при р. Кучурган проживало 86 душ обох статей.
У 1886 в містечку, центрі Розаліївської волості Тираспольського повіту Херсонської губернії, мешкало 106 осіб, налічувалось 17 дворових господарств, існували православна церква, земська станція, відбувались базари що два тижні. За 7 верст — 2 лавки, чайний заклад. За 8 верст — єврейський молитовний будинок, базари що 2 тижні, залізнична станція. За 10 верст — залізнична станція, буфет.
Станом на 20 серпня 1892 року при містечку Розалівка 1-го стану були польові землеволодіння (447 десятин, 633 сажні) Орлаі Миколи Олександровича; (288 десятин, 2152 сажнів) Федюшіна Олександра Павловича (поручник); також польові (333 десятини, 2167 сажнів) Шилле Амбросія Іогановича, Вінгера Андрія Павловича, Феча Франца Георгійовича та Сильвестра Францевича, Циллера Казимира Филиповича, Вагнера Йосифа Георгійовича, Шлессера Франца-Йосифа Лаврентійовича, Перча Лоренца Францевича і Франка Йосифа Йосифовича, а також польові (233 десятини, 1655 сажнів) Шаца Франца Бартомлом'євича, Шаца Габріеля Бартолом'євича, Детлина Логина Филиповича, Бихлера Іогана Петра Іозефовича, Бихлера Бальтазара Іозефовича, Бихлера Іогана Іозефовича
У 1896 році в селі Розалівка (Орлаївка, Велике Філодорове) Розаліївської волості Тираспольського повіту Херсонської губернії, було 48 дворів, в яких мешкало 277 людей (133 чоловіка і 144 жінки). В населеному пункті було волосне правління, православна церква, лавка та корчма.
На 1 січня 1906 року у селі Розальївка (Орлаївка, Велике Філодорове) Понятівській волості Тираспольського повіту Херсонської губернії, яке розташоване в Кучурганській долині по лівій стороні течії, були суспільні наділи колишніх поміщицьких селян та десятинщики г. Орлая; проживали малороси; був православний храм; земська школа (навчалось 37 хлопців та 17 дівчат); 1 казенна винна лавка; існували колодязі; 65 дворів, в яких мешкало 332 людей (167 чоловіків і 165 жінок). 
В 1910 році засновано Розалівське сільськогосподарське товариство. Виконавчим органом була — Рада, головою якої був Захарієвич Костянтин Григорович (священник), а секретарем — Михайлюк Іван Васильович (вчитель). На 1914 рік кількість членів товариства складала 608 осіб. Вступний членський внесок сягав 50 копійок, а щорічний — 1 рубль.
У 1916 році в селищі Розалівка Понятівської волості Тираспольського повіту Херсонської губернії, мешкало 284 людини (117 чоловік і 167 жінок).
Станом на 28 серпня 1920 р. в селі Розалівка (Орлаївка, Велика Філодорова) Розаліївської волості Тираспольського повіту Одеської губернії, було 88 домогосподарств. Для 80 домогосподарів рідною мовою була українська, 5 — російська, 3 — німецька. В селищі 371 людина наявного населення (165 чоловіків і 206 жінок). Родина домогосподаря: 163 чоловіків та 206 жінок (родичів: 7 і 17; наймані працівники: 1 чоловік; мешканці та інші: 1 чоловік). Тимчасово відсутні: солдати Червоної Армії — 18 чоловіків, військовополонені та безвісти зниклі — 2 чоловіків, на заробітках — 1 жінка.
16 травня 1964 року до складу Розалівки увійшло колишнє село Юргівка (в минулому — Юрівка).

## Населення

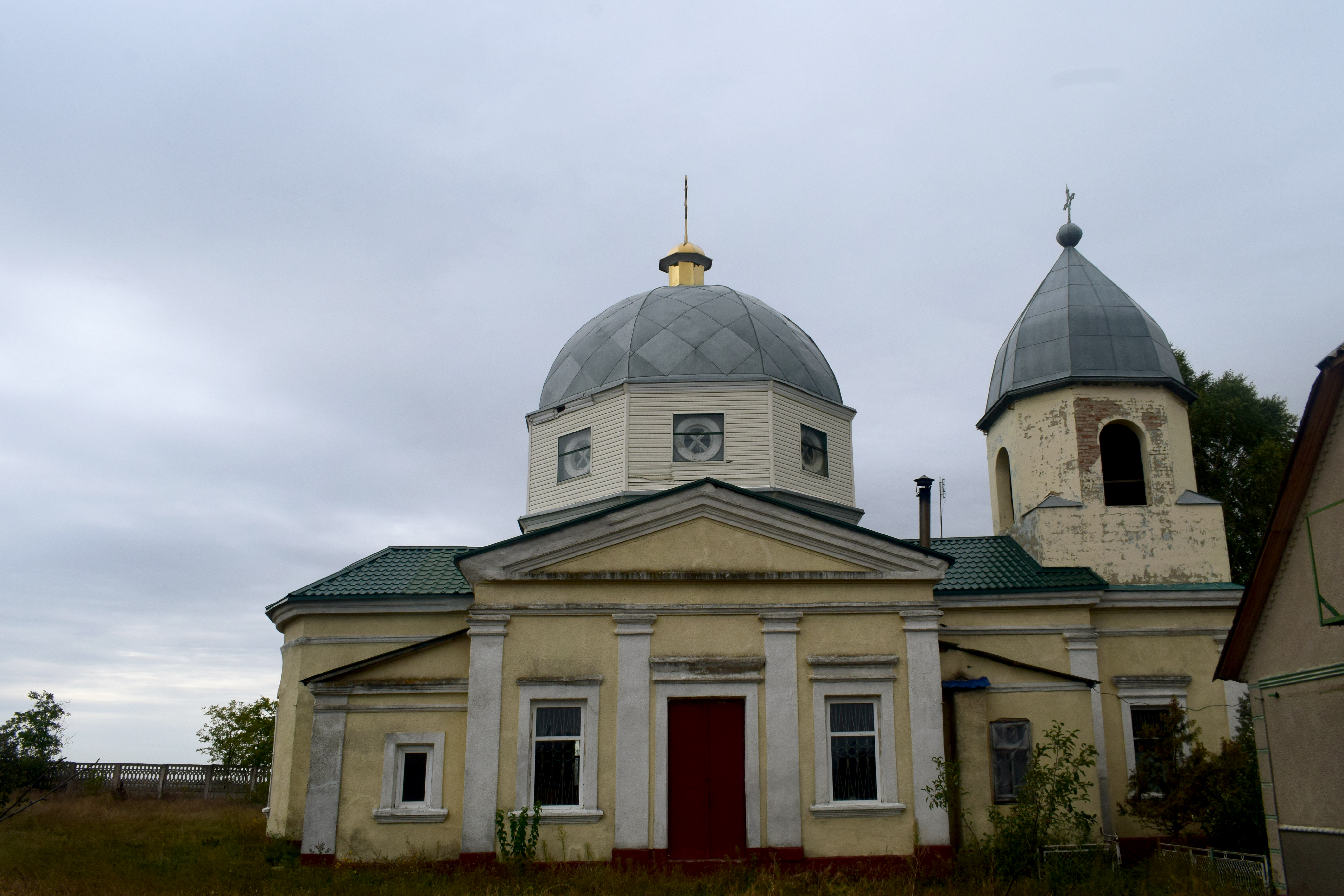
Свято-Костянтино-Оленівська церква - пам'ятка культурної спадщини у селі

Згідно з переписом УРСР 1989 року чисельність наявного населення села становила 425 осіб, з яких 195 чоловіків та 230 жінок.
За переписом населення України 2001 року в селі мешкало 397 осіб.

### Мова
Розподіл населення за рідною мовою за даними перепису 2001 року:
| Мова       | Відсоток |
| ---------- | -------- |
| українська | 89,92 %  |
| російська  | 7,05 %   |
| молдовська | 2,77 %   |
| білоруська | 0,25 %   |